# Plantago nivalis
Plantago nivalis är en grobladsväxtart som beskrevs av Pierre Edmond Boissier. Plantago nivalis ingår i släktet kämpar, och familjen grobladsväxter. Inga underarter finns listade i Catalogue of Life.

## Bildgalleri

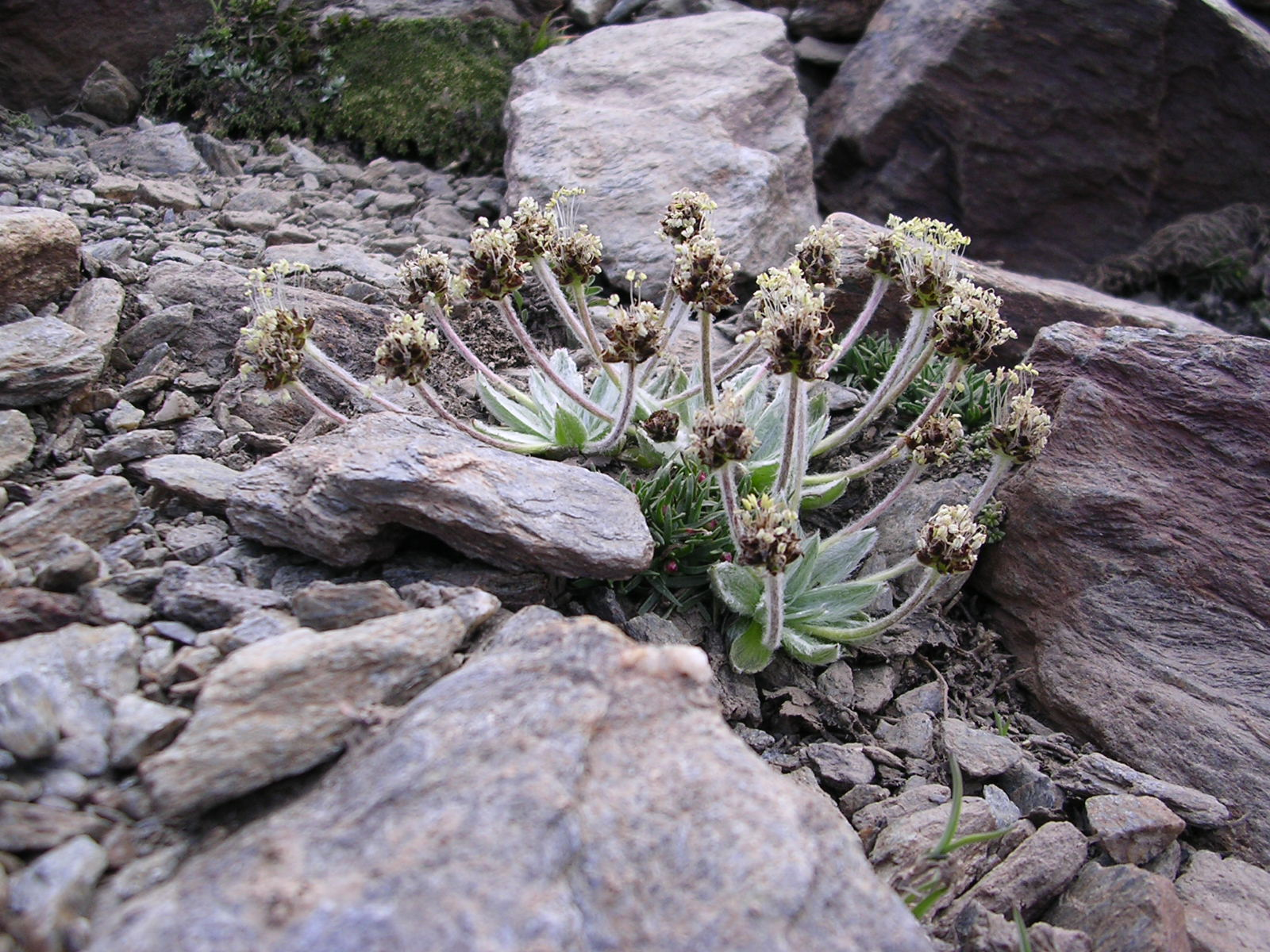